# Bataille de Leuthen
Guerre de Sept Ans
Batailles
- Minorque (navale) (1756)
- Pirna (1756)
- Lobositz (1756)
- Reichenberg (1757)
- Prague (1757)
- Kolin (1757)
- Hastenbeck (1757)
- Gross-Jägersdorf (1757)
- Moys (1757)
- Rochefort (1757)
- Rossbach (1757)
- Breslau (1757)
- Leuthen (1757)
- Carthagène (navale) (1758)
- Olomouc (1758)
- Saint-Malo (1758)
- Rheinberg (1758)
- Krefeld (1758)
- Domstadl (1758)
- Cherbourg (1758)
- Zorndorf (1758)
- Saint-Cast (1758)
- Tornow (1758)
- Lutzelberg (1758)
- Hochkirch (1758)
- Bergen (1759)
- Kay (1759)
- Minden (1759)
- Kunersdorf (1759)
- Neuwarp (navale) (1759)
- Hoyerswerda (1759)
- Baie de Quiberon (navale) (1759)
- Maxen (1759)
- Meissen (1759)
- Glatz (1760)
- Landshut (1760)
- Corbach (1760)
- Emsdorf (1760)
- Dresde (1760)
- Warburg (1760)
- Liegnitz (1760)
- Rhadern (1760)
- Berlin (1760)
- Kloster Kampen (1760)
- Torgau (1760)
- Belle-Île (1761)
- Langensalza (1761)
- Cassel (1761)
- Grünberg (1761)
- Villinghausen (1761)
- Ölper (1761)
- Kolberg (1761)
- Wilhelmsthal (1762)
- Burkersdorf (1762)
- Lutterberg (1762)
- Reichenbach (1762)
- Almeida (1762)
- Valencia de Alcántara (1762)
- Nauheim (1762)
- Vila Velha de Ródão (1762)
- Cassel (1762)
- Freiberg (1762)

- Jumonville Glen (1754)
- Fort Necessity (1754)
- Fort Beauséjour (1755)
- 8 juin 1755
- Monongahela (1755)
- Petitcoudiac (1755)
- Lac George (1755)
- Fort Bull (1756)
- Fort Oswego (1756)
- Kittanning (1756)
- En raquettes (1757)
- Pointe du Jour du Sabbat (1757)
- Fort William Henry (1757)
- German Flatts (1757)
- Lac Saint-Sacrement (1758)
- Louisbourg (1758)
- Le Cran (1758)
- Fort Carillon (1758)
- Fort Frontenac (1758)
- Fort Duquesne (1758)
- Fort Ligonier (1758)
- Québec (1759)
- Fort Niagara (1759)
- Beauport (1759)
- Plaines d'Abraham (1759)
- Sainte-Foy (1760)
- Neuville (1760)
- Ristigouche (navale) (1760)
- Mille-Îles (1760)
- Signal Hill (1762)

- Cap-Français (1757)
- Martinique (1759)
- Guadeloupe (1759)
- Dominique (1761)
- Martinique (1762)
- Cuba (1762)

- Chandernagor (1757)
- Plassey (1757)
- Gondelour (1758)
- Négapatam (navale) (1758)
- Condore (1758)
- Madras (1758)
- Pondichéry (navale) (1759)
- Masulipatam (1759)
- Chinsurah (1758)
- Wandiwash (1760)
- Pondichéry (1760-1761)
- Manille (1762)

- Saint-Louis (1758)
- Gorée (1758)
- Gambie

 (juillet 2025).
La bataille de Leuthen, également appelée bataille de Lissa, est une bataille de la guerre de Sept Ans qui eut lieu, le 5 décembre 1757, près de Leuthen, en Silésie. Le royaume de Prusse de Frédéric II y écrase l'armée impériale du Saint-Empire.

## Contexte

### Guerres de Silésie
Le XVIIIe siècle est marqué par deux grandes rivalités : la France contre l’Angleterre et le royaume de Prusse contre le Saint-Empire. Le conflit entre le Saint-Empire et la Prusse trouve son origine en 1740 quand Frédéric II de Prusse profite de la faiblesse de l'armée impériale pour s’emparer de la Silésie, province correspondant à peu près à l’actuel sud-ouest de la Pologne, après la bataille de Mollwitz. Voulant profiter de ce différend, la France entre en guerre au côté de la Prusse pour regagner sa prédominance européenne. Mais l’intervention de la Hongrie et de l’Angleterre va contrecarrer les plans français (bataille de Dettingen).
En juillet 1743, la Prusse signe un traité de paix avec l’Empereur lui garantissant la Silésie et la Saxe. Cette paix ne va pas durer : en 1745, effrayé par la montée en puissance des Impériaux, Frédéric II décide de déclarer la guerre au Saint-Empire et envahit la Bohême. Cette attaque permet à la France de reprendre la main en Hollande (bataille de Fontenoy) mais la Prusse est par la suite refoulée de Bohême. Cependant, grâce aux victoires de Hohenfriedberg et de Soor, Frédéric peut signer une paix encore une fois favorable lui garantissant la possession de la Silésie (décembre 1745).

### Guerre de Sept Ans

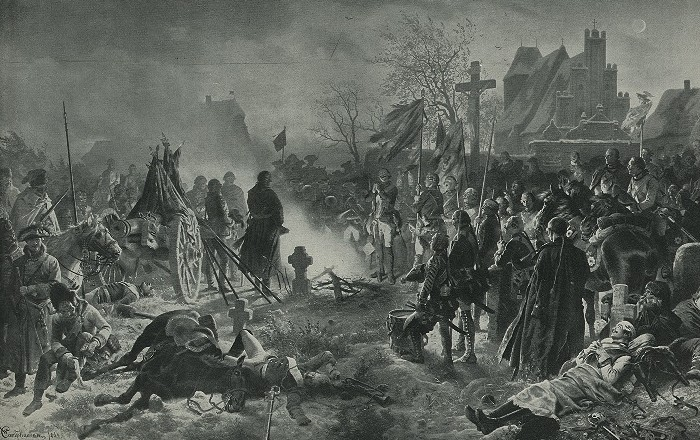
Soirée de bataille, Marktleuthen.

En 1756, un retournement majeur intervient : la France s’allie avec le Saint-Empire. Conscient que sa position est plus que précaire, Frédéric décide de prendre les devants et envahit la Saxe puis la Bohême en septembre 1756. Frédéric possède un atout dans sa manche : le soutien de l’Angleterre. En effet, celle-ci verrait d’un très bon œil la France empêtrée dans une guerre européenne, ce qui lui permettrait d’avoir les mains libres outre-mer pour prendre possession des colonies françaises.
Pour les Prussiens, la guerre commence difficilement : le 18 juin 1757, une armée de l'Empire commandée par Daun défait les troupes de Frédéric à la bataille de Kolin. La menace la plus pressante devient alors l’armée franco-impériale venant de l’ouest, que Frédéric va écraser lors de la bataille de Rossbach, le 5 novembre 1757. Cette menace supprimée, il se tourne une nouvelle fois vers l’armée impériale qui est en train d’envahir la Silésie. Revenant à marche forcée de Saxe, il fonce vers l’armée commandée par le prince Charles de Lorraine et le maréchal Daun.

## Plan de bataille
L’armée de Frédéric est maigre puisqu’elle ne compte que 36 000 hommes. Le moral est cependant très haut après la victoire de Rossbach. Frédéric ne souhaite pas attendre pour attaquer car il a peur que les Impériaux profitent de l’hiver pour affirmer leur emprise sur la Silésie et qu’ils soient prêts au printemps pour porter la guerre dans le Brandebourg.
En face, Charles de Lorraine peut compter sur une armée de 65 000 hommes mais sans artillerie lourde, laissée au camp de Breslau (certains officiers, dont Daun, sont partisans d’attendre le combat au lieu d’aller à sa rencontre).
L’armée de Frédéric progresse d’ouest en est le long de la route qui va de Neumarkt à Breslau et l’armée impériale dans le sens opposé. Le 5 décembre au matin, la région est couverte de neige et de brouillard. Les 2 armées ne sont distantes que de quelques kilomètres mais il est difficile de discerner les positions des uns et des autres. Les premières escarmouches ont lieu autour du village de Borne entre les avant-gardes des deux armées. Les Impériaux sont repoussés de ce village et Charles, averti de l’imminence du combat, met son armée en position de combat.
Le déploiement des troupes impériales est fait perpendiculairement à la route sur un front d’environ 6 kilomètres et s’appuyant sur le village de Nippern au nord jusqu’au village de Sagschutz au sud. Le plus gros village de la région, Leuthen, se trouve approximativement au centre du dispositif des Impériaux. Charles de Lorraine n’a pas de plan de bataille particulier si ce n’est celui d’attendre les Prussiens puis de les battre en bénéficiant de l’avantage de la position défensive.

## Déroulement

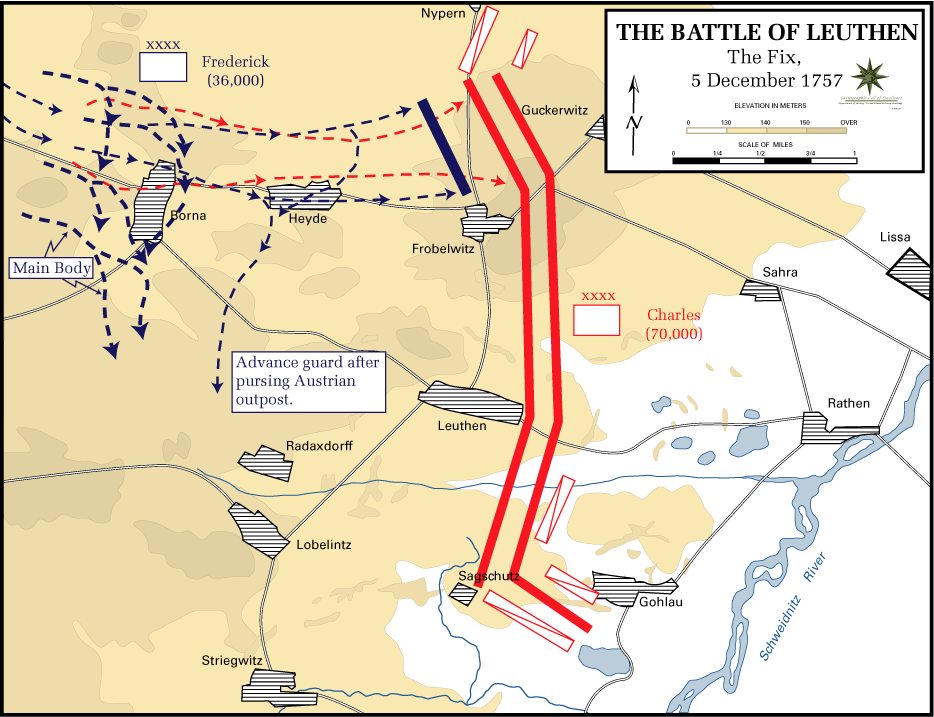
Frédéric fait semblant d'attaquer au centre pour mieux contourner l'armée impériale par sa droite

### Feinte
De son côté, Frédéric arrive sur le champ de bataille et décide alors de contourner l'armée impériale par le sud et d’attaquer son flanc gauche en profitant de la plus grande manœuvrabilité de son armée. Il lance tout d’abord quelques troupes de cavalerie et d’infanterie vers le nord le long de la route pour faire diversion et donner l’impression d’une attaque centrale. L'armée impériale réagit comme prévu et Charles de Lorraine va dégarnir son flanc gauche en envoyant la cavalerie de Daun vers son flanc droit en renfort.

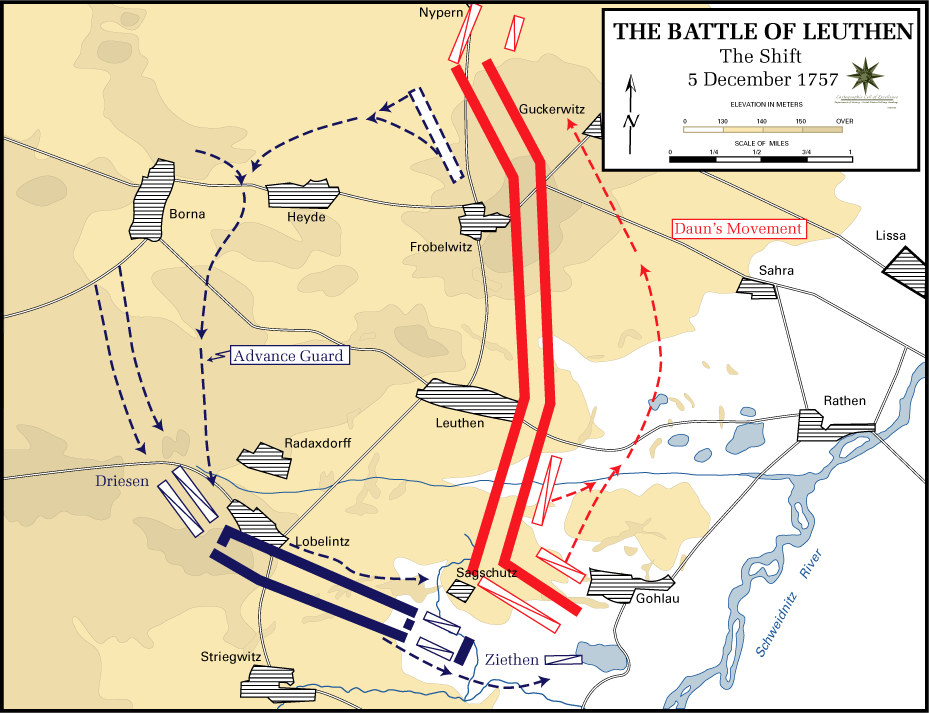
Sous couvert du brouillard et du relief, l'armée prussienne se déplace sur le flanc gauche des Impériaux.

### Manœuvre
Le reste de l’armée prussienne, profitant du relief et du brouillard, se dirige vers le sud en deux colonnes parallèles. Vers midi, l’armée prussienne effectue un quart de tour à gauche et se retrouve en ordre de bataille sur 2 lignes sur le côté du flanc gauche des Impériaux. L'armée impériale n’a pas réagi et a déjà perdu la bataille, reste à savoir quelle sera l’ampleur de la défaite.

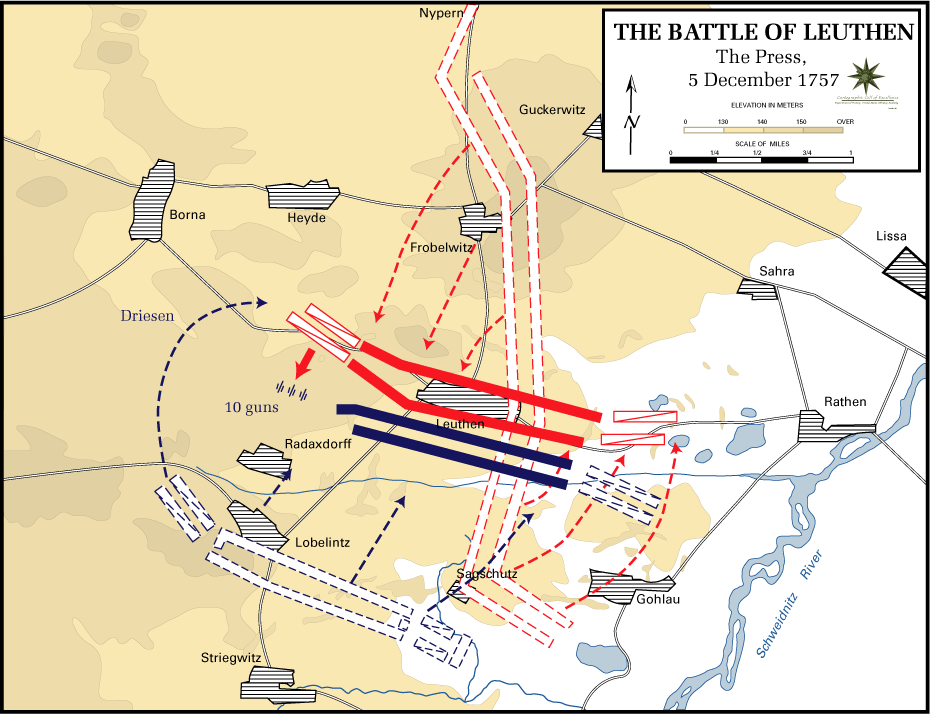
Attaque de l'armée prussienne sur le flanc gauche de l'armée impériale.

### Assaut

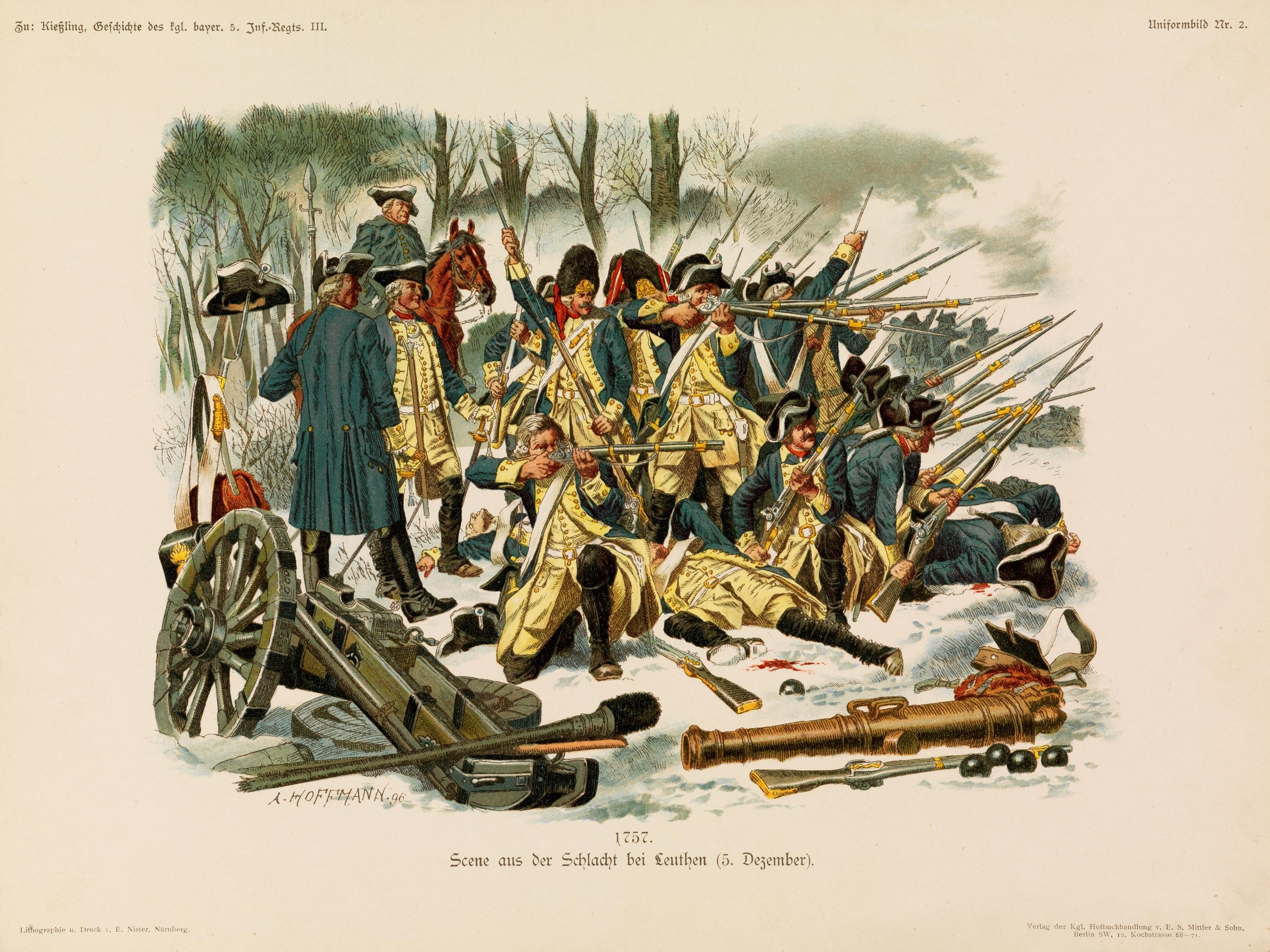
Infanterie bavaroise à la bataille de Leuthen par, 1896.

Les troupes du général Wedell (de) sont chargées du premier assaut. Il attaque vers Sagschutz avec la cavalerie de Zieten qui défait la cavalerie adverse. L’attaque est violente, soutenue par l’artillerie, et la ligne des Impériaux commence à battre en retraite vers Leuthen. À ce moment, Charles de Lorraine comprend qu’il a été berné et essaye de reformer une ligne de combat en faisant pivoter les troupes inutilisées de son flanc droit. Mais les qualités manœuvrières de l’armée impériale ne sont pas celles des Prussiens et la confusion s’installe. Il est 15h30, l’armée impériale s’est rétablie tant bien que mal autour de Leuthen dans l’espoir d’arrêter la progression de l’armée adverse. Les combats dans Leuthen sont féroces mais les Prussiens prennent le dessus. L’armée de Charles de Lorraine est encore en ordre mais reflue de plus en plus.

### Suite et fin

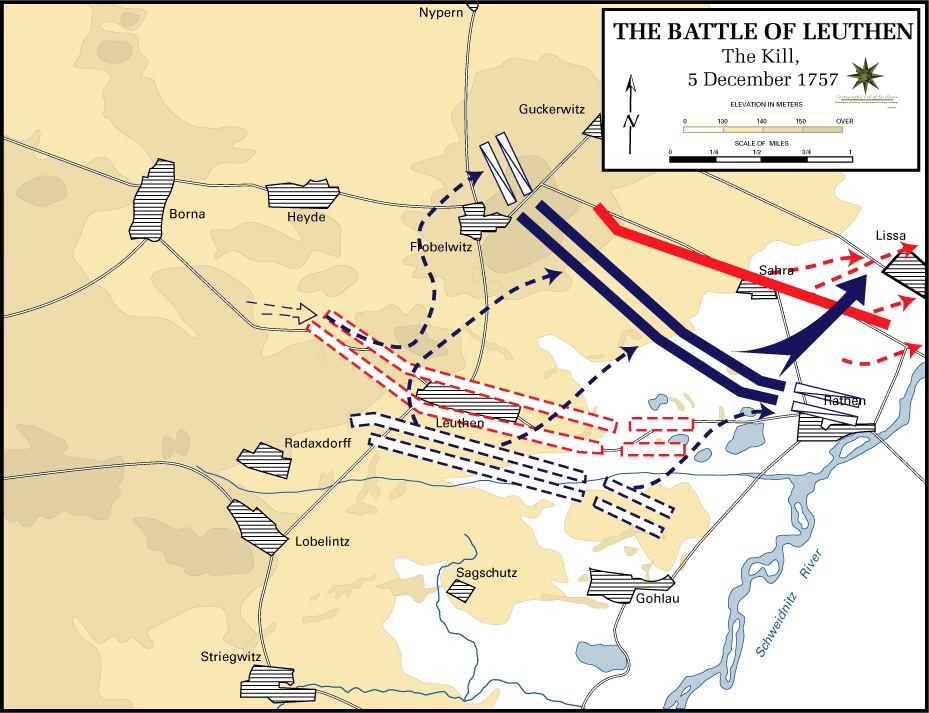
Assaut final et rupture de l'armée impériale.

La cavalerie des Impériaux tente alors une dernière charge sur le flanc gauche des Prussiens. Elle se voit accueillie par l’artillerie et l’infanterie de Retzow ainsi que par une contre-charge de Driesen (de). Repoussée violemment, l’armée impériale finit par rompre sous l’assaut général des troupes prussiennes.

## Bilan
La bataille de Leuthen est une grande victoire pour Frédéric : après un début de campagne difficile, elle lui permet d’écarter temporairement la menace des Impériaux et de conserver sa domination sur la Silésie. Cette bataille est souvent considérée comme le plus bel exemple du génie militaire de Frédéric avec la mise en œuvre d'une de ses stratégies favorites : l'ordre oblique.
Pour autant, la guerre n’est pas finie car la Russie et la Suède entrent alors en jeu et attaquent la Prusse, tandis que le Saint-Empire reprend l'offensive avec de nouvelles forces. L’armée suédoise sera vaincue mais l’armée russe infligera deux défaites à Frédéric (à la bataille de Zorndorf et à la bataille de Kunersdorf). L’indécision des Russes et surtout la mort d’Élisabeth, impératrice de Russie, en janvier 1762, empêchent le Saint-Empire d'exploiter la situation critique de la Prusse. L'épuisement des belligérants met un terme à la guerre de Sept Ans. La Prusse signe alors le traité de Hubertsbourg le 15 février 1763 qui lui permet de garder la Silésie mais perd à tout jamais la Saxe, qui restera dans le Saint-Empire.